# Autoestrada A35
Die Autoestrada A35 ist eine Autobahn in Portugal. Die Autobahn soll in Mira beginnen und in Mangualde enden, fertiggestellt ist bisher jedoch nur der Abschnitt von Santa Comba Dão bis Canas de Senhorim.

## Größere Städte an der Autobahn
- Santa Comba Dão